# Rid of Me
Rid of Me är PJ Harveys andra musikalbum som släpptes den 4 maj 1993. Albumet spelades in under december 1992 i Pachyderm Studio i Cannon Falls, Minnesota i USA och släpptes på skivbolaget Island Records. Det producerades av Steve Albini.
Albumet innehåller en cover på låten "Highway 61 Revisited" av Bob Dylan. 

## Låtlista
Samtliga låtar skrivna av PJ Harvey, om annat inte anges.
1. "Rid of Me" - 4:28
2. "Missed" - 4:25
3. "Legs" - 3:40
4. "Rub 'Til It Bleeds" - 5:03
5. "Hook" - 3:56
6. "Man-Size Sextet" - 2:16
7. "Highway '61 Revisited" (Bob Dylan) - 2:57
8. "50ft Queenie" - 2:23
9. "Yuri-G" - 3:28
10. "Man-Size" - 3:16
11. "Dry" - 3:23
12. "Me-Jane" - 2:42
13. "Snake" - 1:35
14. "Ecstasy" - 4:27